# Asociación de Iglesias Cristianas Menonitas de Costa Rica
La Asociación de Iglesias Cristianas Menonitas de Costa Rica es una denominación cristiana en la tradición anabaptista en Costa Rica fundada en 1974. Los miembros de esta denominación son en su gran mayoría población que vive en Costa Rica desde hace siglos.

## Historia
En agosto de 1961, las Misiones Menonitas de Rosedale enviaron dos matrimonios misioneros para establecer una presencia menonita en Costa Rica en la ciudad de Heredia y en Talamanca. Una tercera pareja llegó a Costa Rica en 1965 y fundó una iglesia en Guadalupe, cerca de San José.
La primera década de trabajo misionero en Costa Rica llevó a una membresía nacional de 87 personas en tres iglesias: Heredia, Guadalupe y Talamanca.
En 1974, seis iglesias con un total de 165 miembros se unieron para formar la Convención Evangélica Menonita de Costa Rica. Del comité ejecutivo de la conferencia de siete miembros, tres eran de América del Norte y cuatro eran creyentes costarricenses.
Para 1980, el comité ejecutivo de la conferencia de Costa Rica estaba compuesto en su totalidad por líderes nacionales. En 1983 se terminó el programa de servicio voluntario patrocinado por Rosedale Mennonite Missions y todo el personal misionero extranjero, excepto una pareja, David y Mayela Diller, abandonó el país.
La conferencia de Costa Rica también está afiliada a SEMILLA (Seminario Ministerial de Liderazgo Anabautista), un esfuerzo cooperativo de las iglesias latinoamericanas relacionadas con los menonitas para capacitar a los líderes anabaptistas. La conferencia de Costa Rica se rige por una asamblea anual compuesta por pastores y delegados de cada congregación.

## Miembros
En marzo de 1987, la conferencia de Costa Rica informó de 18 iglesias con 1.212 miembros bautizados, seis ministros ordenados, un evangelista ordenado, nueve ministros licenciados y cuatro pastores laicos.